# NGC 912
NGC 912 é uma galáxia elíptica (E-S0) localizada na direcção da constelação de Andromeda. Possui uma declinação de +41° 46' 41" e uma ascensão recta de 2 horas, 25 minutos e 42,7 segundos.
A galáxia NGC 912 foi descoberta em 30 de Novembro de 1878 por Édouard Jean-Marie Stephan.